# Тернавка (Ланцутський повіт)
Тернавка (пол. Tarnawka) — село в Польщі, у гміні Маркова Ланьцутського повіту Підкарпатського воєводства. Давнє українське село на Закерзонні
Населення — 481 особа (2011).

## Географія
Село розташоване на відстані 8 кілометрів на південь від центру гміни села Маркова, 14 кілометрів на південь від центру повіту міста Ланьцут і 22 кілометри на південний схід від центру воєводства — міста Ряшіва.

## Історія

Давня церква св. Михаїла, існувала з 1672 по 1963 р.

У 1772-1918 рр. село було у складі Австро-Угорської монархії, у провінції Королівство Галичини та Володимирії. У 1892 році село належало до Ланьцутського повіту, налічувало 2 фільварки, 134 житлові будинки, 860 грекокатоликів, 164 римокатолики і 42 юдеї. Церква належала до Каньчузького деканату Перемишльської єпархії.
На 1.01.1939 в селі було 1460 жителів, з них 1050 українців, 310 поляків і 100 євреїв. Село входило до Переворського повіту Львівського воєводства, гміна Монастир.
Після Другої світової війни українське населення села було піддане етноциду шляхом виселення в 1945-1946 рр. до СРСР та в 1947 році на понімецькі землі під час проведення Операції «Вісла».
У 1975-1998 роках село належало до Ряшівського воєводства.

## Церква Архистратига Михаїла
Щонайменше з 1672 року в селі існувала дерев'яна церква святого Михаїла, яка була перебудована у 1897 році. У 1963 споруда була спалена. У 1934-1939 роках, коло старої, була збудована нова, мурована. Після депортації українського населення сала використовуватись під костел.

## Уродженці Тарнавки в Українській Галицькій Армії
- Колтунюк Михайло - сотник УГА.
- Колтунюк Роман - четар УГА.
- Колтунюк Мирослав - четар УГА.

## Демографія
Демографічна структура станом на 31 березня 2011 року:
|          | Загалом | Допрацездатний вік | Працездатний вік | Постпрацездатний вік |
| -------- | ------- | ------------------ | ---------------- | -------------------- |
| Чоловіки | 252     | 58                 | 175              | 19                   |
| Жінки    | 229     | 44                 | 127              | 58                   |
| Разом    | 481     | 102                | 302              | 77                   |